# If (magazine)
If est un magazine américain de science-fiction. Lancé en mars 1952, il disparaît en décembre 1974, lorsqu'il fusionne avec Galaxy Science Fiction.
Le magazine connaît son apogée dans la deuxième moitié des années 1960. Sous la direction de Frederik Pohl, il remporte le prix Hugo du meilleur magazine professionnel trois années de suite entre 1966 et 1968. Il publie plusieurs histoires couronnées de prix, dont Révolte sur la Lune de Robert A. Heinlein (1965-1966) et Je n'ai pas de bouche et il faut que je crie de Harlan Ellison (1967).

## Rédacteurs en chef
| Rédacteur en chef            | Premier numéro         | Dernier numéro              | Nombre de numéros |
| ---------------------------- | ---------------------- | --------------------------- | ----------------- |
| Paul W. Fairman              | mars 1952 (1/1)        | septembre 1952 (1/3)        | 3                 |
| James L. Quinn (en)          | novembre 1952 (1/4)    | août 1958 (8/5)             | 38                |
| Larry T. Shaw (en) (adjoint) | mai 1953 (2/2)         | mars 1954 (3/1)             | 6                 |
| Damon Knight                 | octobre 1958 (8/6)     | février 1959 (9/2)          | 3                 |
| H. L. Gold                   | juillet 1959 (9/3)     | novembre 1961 (11/5)        | 15                |
| Frederik Pohl                | janvier 1962 (11/6)    | mai 1969 (19/5)             | 73                |
| Ejler Jakobsson (en)         | octobre 1969 (19/6)    | janvier-février 1974 (22/3) | 32                |
| Jim Baen (en)                | mars-avril 1974 (22/4) | décembre 1974 (22/8)        | 5                 |